# Alan Gua

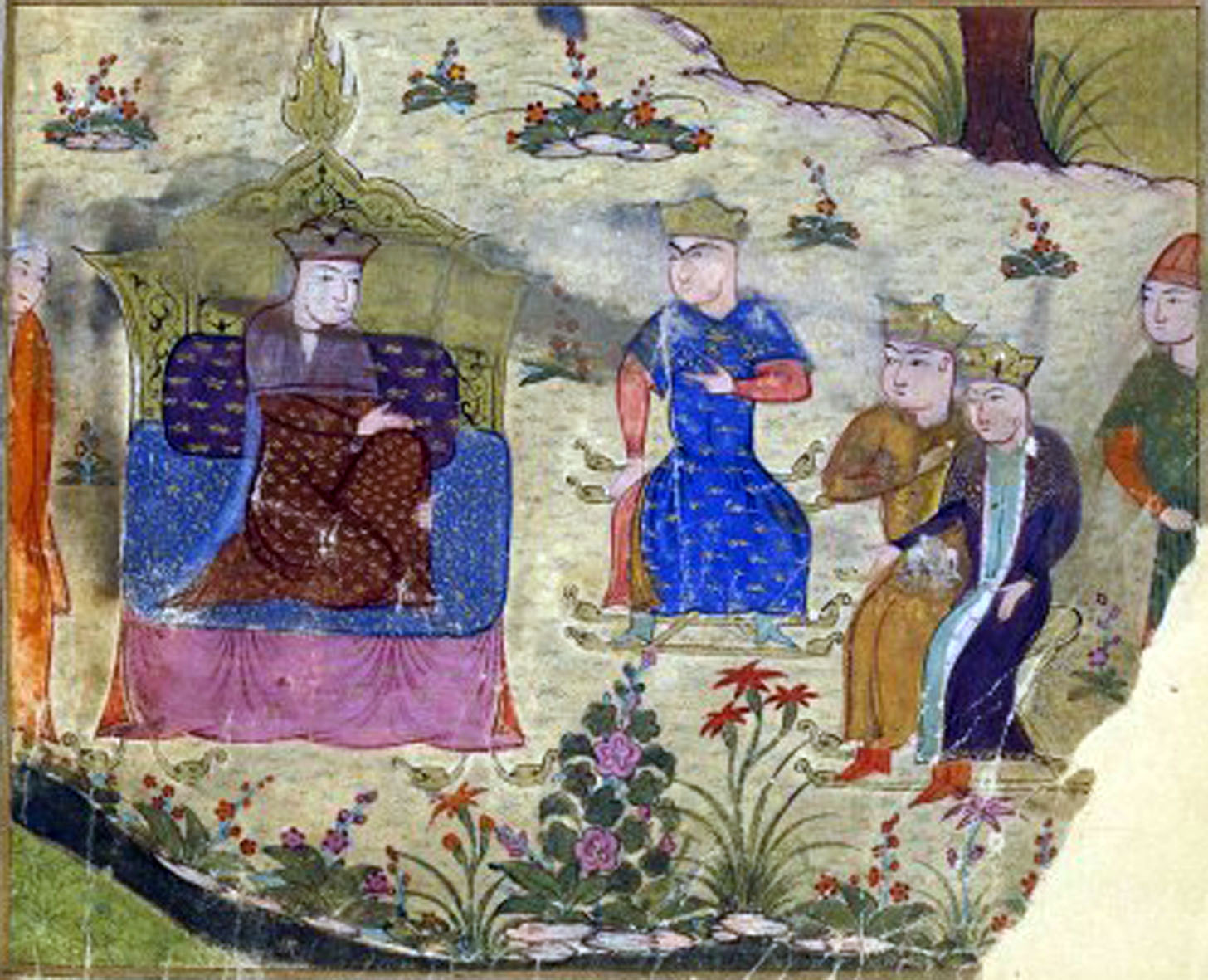
Alan Gua i jej synowie. Perski obraz z 1430 r.

Alan Gua (mong. Алун гуа) – legendarna postać z Tajnej Historii Mongołów; przodkini Czyngis-Chana i członkini rodu Szarego Wilka, Börte Czono. Jej pięcioro dzieci uważane jest za przodków wielu plemion Mongołów.

## Tajna Historia Mongołów
Według Tajnej Historii Mongołów klan Alan Gua wywodził się z obszarów zajmowanych przez Tümedów, lecz przeniósł się do Burchan Chaldun, gdy ich obszary łowieckie stały się niedostępne. Pierwszym, który ją zobaczył był Duwa Sochor, brat jej przyszłego męża.

### Historia o pięciu strzałach
Mężem Alan Gua był Dobun Mergen z rodu Szarego Wilka. Miała z nim dwójkę synów – Belgunudej i Bugunudej; a po jego śmierci urodziła jeszcze trzech – Buchu Chatagi, Buchatu Saldżi, Bodonczar Munchag. Według podejrzeń starszych synów ojcem młodszych był służący z plemienia Urianchajów.
Rozumiejąc nieufność swoich synów wobec siebie, pewnego dnia zaprosiła wszystkich pięciu synów na posiłek, a następnie dała każdemu z nich po jednej strzale i nakazała ją złamać, co uczynili z łatwością. Później podała im wiązkę pięciu strzał i ponownie rzekła im by spróbowali ją złamać, czego nie byli w stanie uczynić. Była to lekcja o sile jedności.

### Lśniący gość
Alan Gua tłumaczyła poczęcie trzech młodszych synów przez historię o lśniącym gościu, który przychodził do niej nocami przez otwór w jurcie i odchodził porankami, wspinając się po świetlistych promieniach jak „żółty pies”. Doszła do wniosku, że młodsi synowie musieli być dziećmi niebios, a więc niedorzecznością było przyrównywanie ich do zwykłych ludzi.

## Pomnik
Według Tajnej Historii Mongołów ród Alan Gua wywodził się z miejsca zwanego Arig usun (mong. Czysta Woda). Niektórzy mongolscy autorzy uważają, że miejscem tym w rzeczywistości była rzeka Arig gol w ajmaku Chubsugulskim. W 1992 roku na rzece został postawiony trzymetrowy pomnik Alan Gua.